# Privilegium maius
Tecnicamente un privilegium maius era un documento della cancelleria papale redatto in forma solenne, a differenza del privilegium minus, redatto in forma semplice. Successivamente il privilegium minus venne sostituito dalla breve, mentre il privilegium maius venne sostituito dalla bolla.
Ma in storiografia si conosce come privilegium maius una falsa versione del privilegium minus, redatta su incarico di Rodolfo IV d'Asburgo tra il 1358 e 1359, probabilmente come reazione alla mancata inclusione dei duchi d'Austria tra i principi elettori nella bolla d'oro del 1356. Infatti il documento falsificato stabilisce l'elevazione dell'Austria a arciducato, e attribuisce all'arciduca d'Austria privilegi analoghi a quelli dei principi elettori. 
In particolare il documento stabiliva:
- l'indivisibilità dell'Austria
- il diritto di primogenitura (senza bisogno di conferma imperiale) (più tardi ampliata nella Prammatica Sanzione)
- Giurisdizione autonoma, senza possibilità di appello presso l'imperatore (Privilegium de non evocando)
- Regalie

Il privilegium maius contiene cinque documenti falsi, tra cui alcuni attribuiti addirittura a Giulio Cesare e Nerone, che avrebbero attribuito particolari diritti all'Austria, allora Norico. Il documento venne prodotto sulla base del privilegium minus del 1156, il cui contenuto venne molto ampliato. Al privilegium maius venne apposto il sigillo del privilegium minus, e quest'ultimo venne distrutto (ce ne sono giunte solamente trascrizioni)
L'imperatore Carlo IV non confermò il privilegium maius, che Francesco Petrarca, in una sua perizia, aveva denunciato come falso. Il privilegium maius venne confermato solamente nel 1453, dall'imperatore Federico III d'Asburgo, appartenente alla casa d'Asburgo. Il privilegium maius perse la sua importanza dopo lo scioglimento del Sacro Romano Impero, nel 1806.